# GAM-63 Rascal
Le GAM-63 Rascal est le premier missile air-sol supersonique à charge nucléaire entré en service. Il est développé par Bell Aircraft dans les années 1950.

## Historique

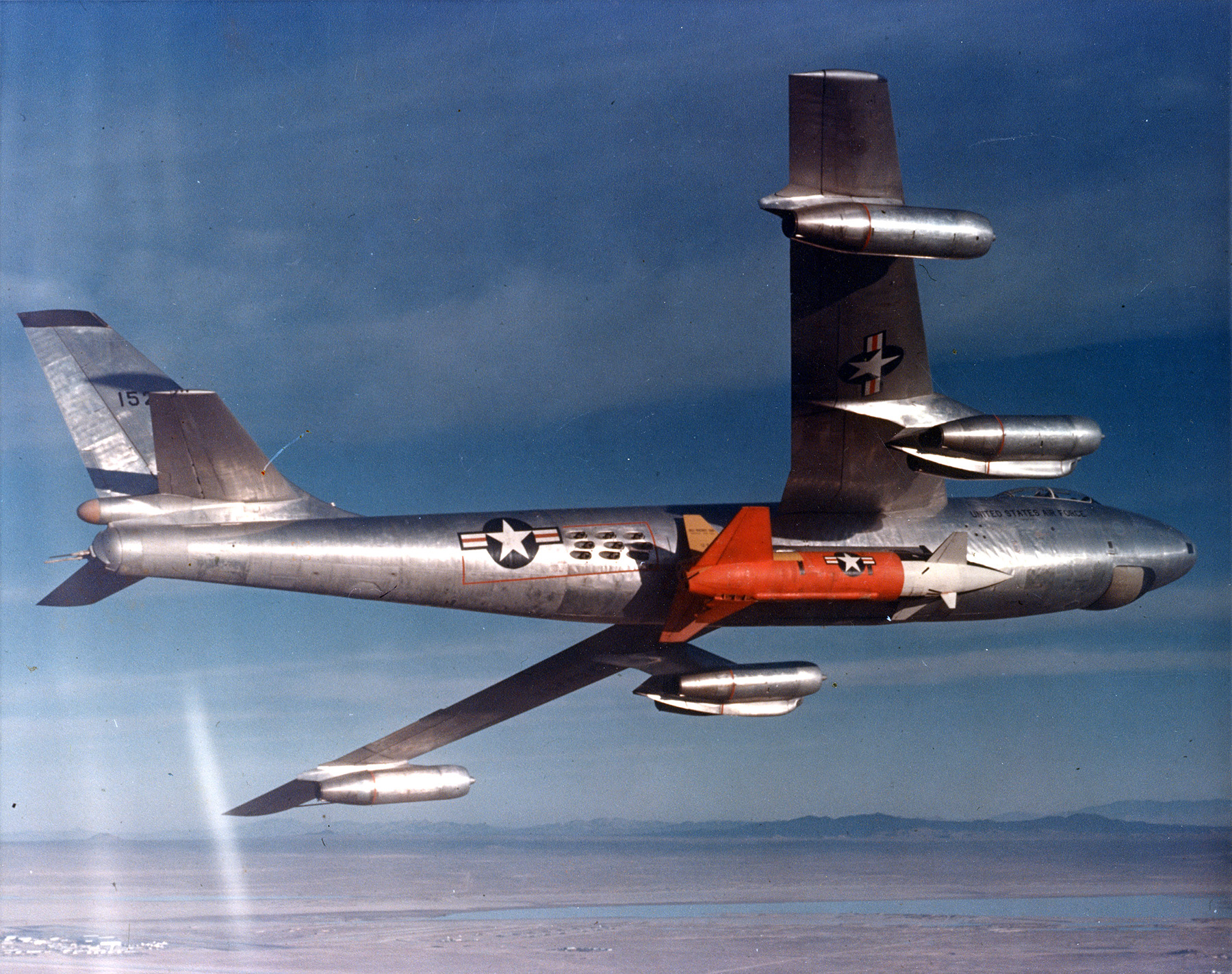
Un prototype XGAM-63 embarqué par un DB-47B.

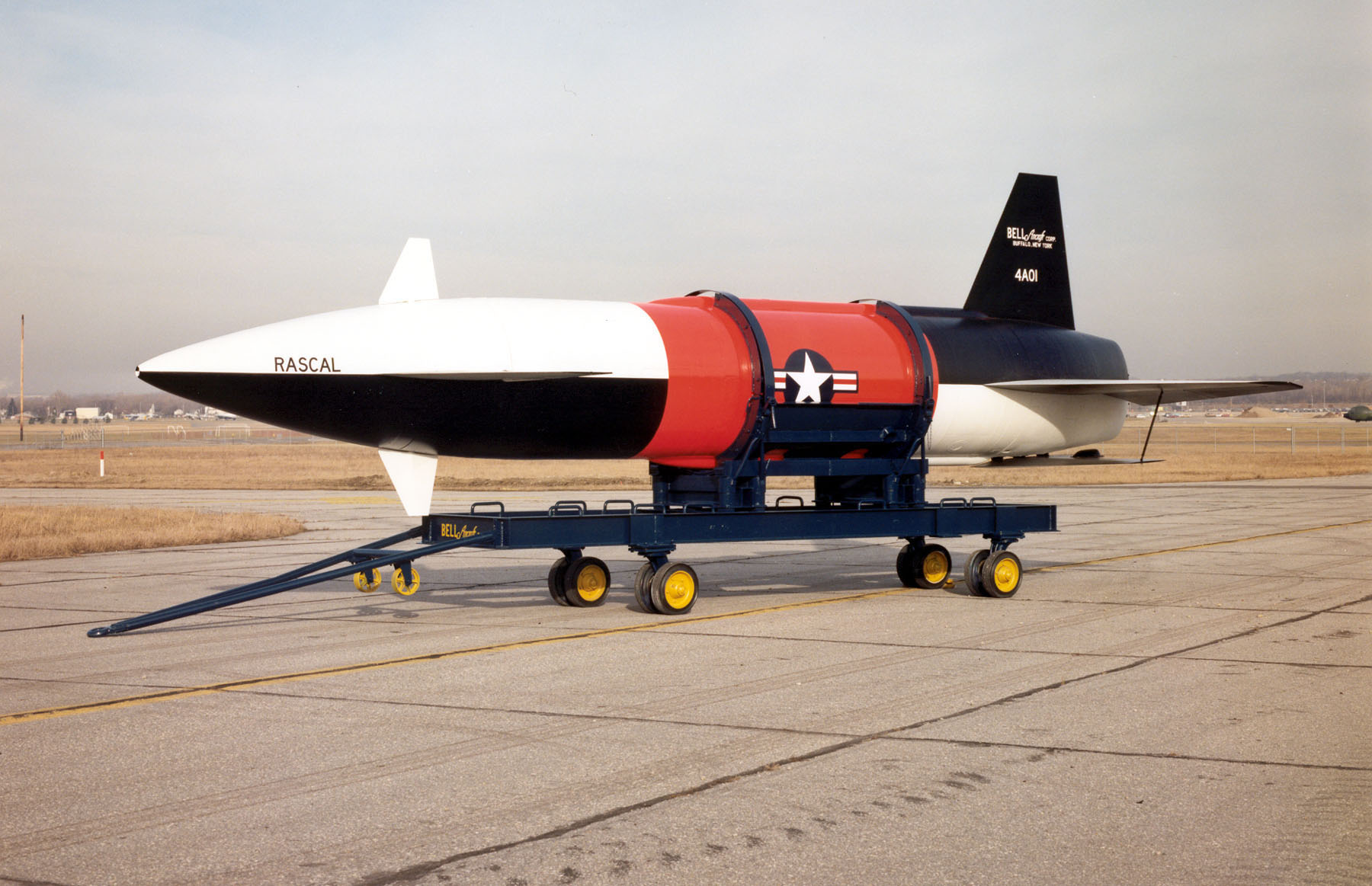
Un prototype XGAM-63.

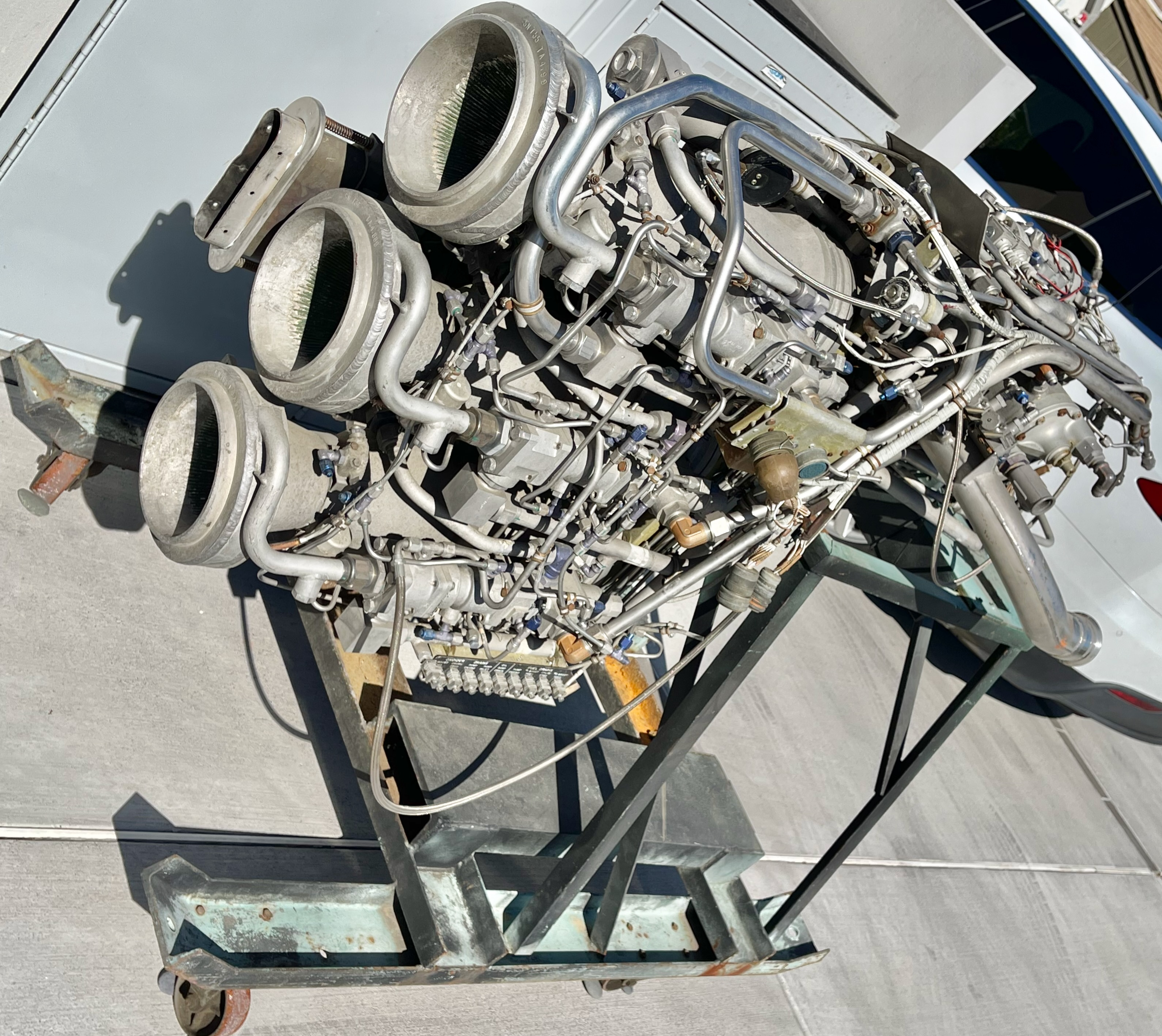
Le moteur-fusée Bell XLR-67-BA-1 fournit 10 440 livres de poussée grâce à trois chambres de poussée verticales en ligne. Les trois chambres de poussée sont tiré pendant la phase de suralimentation, qui peut durer jusqu'à deux minutes. À la fin de la phase de poussée, les chambres supérieure et inférieure du XLR-67 sont arrêtées et la poussée est soutenue par la chambre centrale seule.

L'étude démarre en 1946 pour un missile d'une portée de cent milles, ce programme  est remporté par Bell et nommée  RAdar SCAnning Link (RASCAL). Le premier tir d'essai depuis un avion, un Boeing B-50 Superfortress, à lieu le 30 septembre 1952. En 1955, avec un changement de désignation des missiles, l'engin est nommé Rascal Série GAM-63.
Les modèles initiaux sont guidés vers la cible par des commandes radio de l'avion de lancement, mais Les missiles finals GAM-63A ont utilisé un système de guidage inertiel. La précision était d'environ 900 m d'erreur circulaire probable pour la radio-commande guidée et 450 m pour les missiles guidés par inertie. Le lancement doit être effectué 11 000 m d'altitude minimum pour attendre sa portée pratique.
Entré en service le 30 octobre 1957 dans le 445th Bombing Squadron du 321st Bomb Wing du Strategic Air Command équipé de B-47 Stratojet (dont un total de 74 sont modifiés en DB-47 pour l'emploi de ce missile), basé à McCoy Air Force Base (en) prés d'Orlando (Floride). Ils seront retirés très rapidement du service le 29 novembre 1958 vu leur courte portée et leur limitation d'utilisation. 
Un minimum de 47 sont tirés au White Sands Missile Range entre 1951 et 1958, et 78 missiles expérimentaux et 58 de production de série étant comptabilisés le 18 novembre 1958 et au minimum 47 tirés au White Sands Missile Range soit un minimum de 185 missiles assemblés.
Il sera remplacé par le AGM-28 Hound Dog.